# ميرفين سبينس
ميرفين سبينس (بالإنجليزية: Mervyn Spence)‏ هو موسيقي وكاتب أغاني بريطاني، ولد في 1966 في لارن في المملكة المتحدة.

## وصلات خارجية
- الموقع الرسمي